# Синдром Ашара — Тьєра
Синдром Ашара — Тьєра (англ. Achard–Thiers syndrome; також діабет або синдром бородатих жінок, фр. diabète des femmes à barbe) — своєрідний синдром, форма гіперкортицизму (гіперфункції наднирників) у жінок, що характеризується найбільше гірсутизмом, цукровим діабетом, аменореєю, ожирінням.

## Етимологія
Названий на честь французьких лікарів Еміля Шарля Ашара (фр. Emile Charles Achard; роки життя 1860—1944) і Жозефа Тьєра (фр. Joseph Thiers; роки життя 1885—1960), які його вперше описали 1921 року.

## Етіологія
Причиною ендокринної недостатності є, як правило, базофільна аденома гіпофіза або пухлина наднирників.

## Клінічні ознаки
Поєднує в собі ознаки адреногенітального синдрому та хвороби Кушинга. Розвивається головним чином у жінок у менопаузі. Проявляється:
- цукровим діабетом II типу на тлі збільшення розміру острівків Лангерганса у підшлунковій залозі;
- гірсутизмом;
- глибоким чоловічим голосом;
- гіпертрихозом обличчя;
- ожирінням;
- гіпертрофією клітора;
- аменореєю;
- артеріальною гіпертензією;
- остеопорозом.

Збільшена частота виникнення раку матки, що пов'язано з аденомою або гіперплазією кори наднирників. Виявляють часто цироз печінки, атрофію або склероз яєчників.

## Діагностика
Для виявлення пухлин гіпофіза або наднирників, як причини хвороби, проводять комп'ютерну томографію (КТ), рідше магнітно-резонансну томографію (МРТ).

## Лікування
Причину хвороби — пухлину відповідної локалізації видаляють оперативним шляхом. Виниклі до цього проблеми, зокрема, цукровий діабет, артеріальну гіпертензію корегують за допомогою відповідної терапії. При видаленні великої кількості тканин наднирників проводять замісну терапію гормонами наднирників задля профілактики виникнення Аддісонової хвороби.